# Palouse (Waszyngton)
Palouse – miasto w Stanach Zjednoczonych, w stanie Waszyngton, w hrabstwie Whitman.